# Болгаро-венгерские отношения
Болгаро-венгерские отношения — международные отношения между Болгарией и Венгрией. Страны установили дипломатические отношения в 1920 году. Они были на одной стороне во время Первой и Второй мировых войн. В сентябре 2016 года парламенты Венгрии и Болгарии объявили 19 октября днём болгаро-венгерской дружбы (болг. Ден на българо-унгарското приятелство, венг. Magyar–Bolgár Barátság Napja).
Болгария имеет посольство в Будапеште. Венгрия имеет посольство в Софии и почётное консульство в Варне. Обе страны являются полноправными членами Европейского союза (ЕС) и НАТО. Болгария стала членом ЕС в 2007 году и НАТО в 2004 году. Венгрия стала членом ЕС в 2004 году и НАТО в 1999 году.